# Relaciones Chile-Marruecos
Las relaciones Chile-Marruecos son las relaciones internacionales entre la República de Chile y el Reino de Marruecos.  El vínculo entre ambos países se ha desarrollado en un plano de cordialidad y cooperación, especialmente en temas como el intercambio económico-comercial y cultural.

## Historia

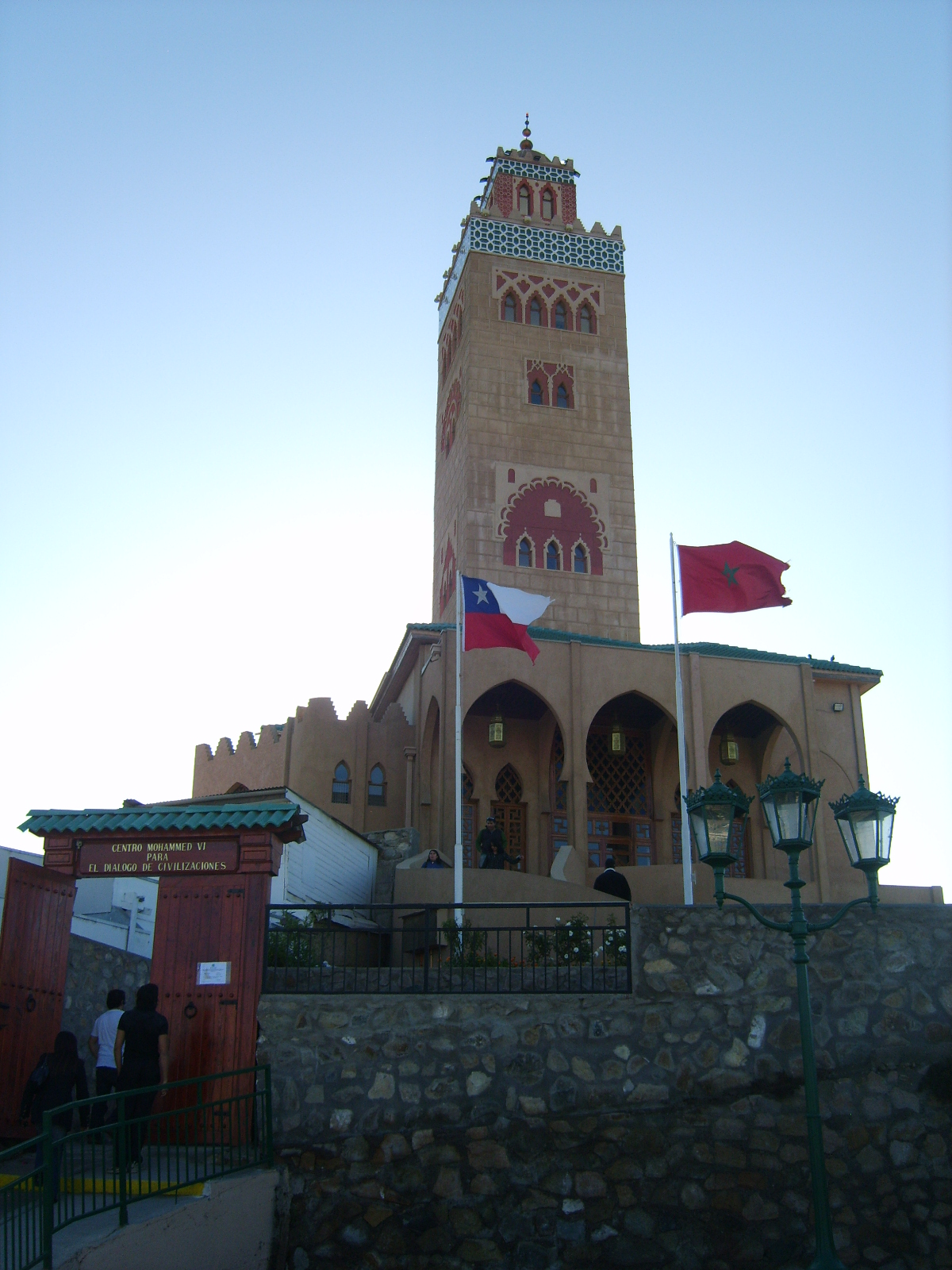
Mezquita de Coquimbo, cuya construcción fue financiada por el Reino de Marruecos.

Las relaciones entre ambos países fueron establecidas en 1961. La primera embajada chilena residente en Marruecos fue abierta en 1977, cerrándose luego por un período de seis años y reabriéndose definitivamente en 1998. Por su parte, el Reino de Marruecos abrió su primera embajada en Santiago de Chile en agosto de 1996. Desde comienzos de la década de 1980, ha existido una fluida cooperación a nivel de organismos internacionales y, de igual forma, se comenzaron a incrementar las visitas recíprocas entre las  autoridades políticas de ambos países. Como consecuencia de lo anterior, ambos países han podido acercar posiciones en importantes materias tanto en el orden multilateral como bilateral. Es así como por ejemplo, se procedió a la creación de la Comisión Mixta Chile-Marruecos y del Grupo Interparlamentario Chileno-Marroquí en 2010.
Entre los principales acuerdos firmados entre ambos países se destacan un acuerdo general de cooperación y el establecimiento de consultas políticas, suscritos en 1999, y diversos acuerdos en materia de pesca, acuicultura, minería, agricultura, sanidad, deportes e igualdad de género. Asimismo, existe un convenio de colaboración entre Asociación de Exportadores de Frutas de Chile y Asociación Marroquí de Productores y Productores Exportadores de Frutas y Vegetales, suscrito el 1 de septiembre de 2012 En materia cultural, el 2 de diciembre de 2004 se suscribió en Santiago de Chile, un Acuerdo Marco Cultural entre ambos países, que a su vez sirvió de base para la firma de un acuerdo de cooperación en el área de la artesanía, suscrito el 20 de septiembre de 2016 en Nueva York.

### Visitas oficiales
En diciembre de 2004, el rey de Marruecos, Mohammed VI, realizó una visita de Estado a Chile, la que se transformó en la primera que realizó un monarca árabe y musulmán al país sudamericano. En abril de 2012, el canciller chileno Alfredo Moreno Charme visitó Marruecos, donde sostuvo reuniones de trabajo con diversas autoridades políticas.
En noviembre de 2016, la presidenta chilena Michelle Bachelet asistió a la Conferencia de las Partes en la Convención Marco de las Naciones Unidas sobre el Cambio Climático (COP22), realizada en Marrakesh, invitada por el rey Mohammed VI.

## Postura chilena sobre la cuestión saharaui
Chile ha enviado comentarios contradictorios. Históricamente, Chile ha manifestado su apoyo a la independencia de la República Árabe Saharaui Democrática y el retiro de tropas marroquíes. Sin embargo, hasta la fecha aún no ha reconocido a la República Árabe Saharaui Democrática y el sitio web del Ministerio de Relaciones Exteriores incluye al Sahara Occidental como un territorio separado del marroquí, con el cual no se mantienen relaciones diplomáticas. Por otro lado, Sergio Romero Pizarro, mientras era presidente del Senado chileno, declaró a periodistas marroquíes el apoyo al reclamo de dicho país sobre el territorio saharaui, lo que ha sido refrendado por otras autoridades parlamentarias y por el canciller chileno Heraldo Muñoz en 2017.

## Relaciones comerciales
En 2022, el comercio bilateral alcanzó los 53,4 millones de dólares estadounidenses, habiéndose incrementado un 14% desde el año 2017. Los principales productos exportados por Chile a Marruecos fueron nueces y escorias con contenido cuprífero, mientras que Marruecos exporta principalmente aceite de pescado y vehículos para transporte de mercancías al país sudamericano. Chile considera a Marruecos como un mercado atractivo para y como puerta de entrada al mercado del resto de los países de la región norteafricana, razón por la cual está en estudio un tratado de libre comercio entre ambos países.

## Misiones diplomáticas
- Chile tiene una embajada en Rabat,[14]
- Marruecos tiene una embajada en Santiago de Chile.[15]